# 飲食天王頒獎典禮
飲食天王頒獎典禮，為香港飲食界一頒獎禮，由香港飲食天王(集團)有限公司舉辦，以表揚飲食界中表現出色的優秀食肆，於每年大約2月至3月舉行，為香港唯一一個會在電視播映之飲食頒獎禮。官方視為香港飲食業的奧斯卡。

## 歷史
- 2006年：為首次舉辦，由李錦記集團冠名贊助，於2006年2月26日亞洲電視本港台播出，由陳欣健、梁思浩及江美儀擔任主持。
- 2007年：為首次於無綫電視翡翠台播出，由華懋集團冠名贊助，於2007年3月17日播出，由鄭裕玲及鄭丹瑞擔任主持。
- 2008年：首次接受澳門餐館報名，回復於亞洲電視本港台播出，由同珍醬油冠名贊助，於2008年3月30日播出，由朱慧珊及林曉峰擔任主持。
- 2009年：於亞洲電視本港台播出，由李錦記集團冠名贊助，於2009年4月18日播出，由林曉峰、韓君婷及梁慧恩擔任主持。
- 2010年：再次於無綫電視翡翠台及高清翡翠台播出，由德國寶冠名贊助，於2010年4月17日晚上9:30-11:30播出﹐由鄭裕玲﹑王祖藍及陳芷菁擔任主持。
- 2011年：於無綫電視翡翠台及高清翡翠台播出，於2011年4月16日晚上9:30-11:30播出﹐由陳百祥﹑陳敏之及呂慧儀擔任主持。
- 2012年：於無綫電視翡翠台及高清翡翠台播出，於2012年5月26日晚上9:30-11:30播出﹐由鄭裕玲、楊思琦、陳庭欣及林盛斌擔任主持。
- 2013年：為首次於三間電子傳媒協辦，分別於6月尾在商業電台、now寬頻電視及香港有線電視播出﹐由ucan.com冠名贊助﹐由馬啟仁、黄婉曼、楊崢、王喜、黄芳雯、鍾健威擔任主持。
- 2014年：再次於亞洲電視本港台播出，由天王卡呈獻，原定於2014年5月25日播出，但其後抽起，延至2014年9月28日晚上8:00-9:30播出，由朱慧珊及劉錫賢擔任主持。
- 2016年：為首次不在電視台播出，改為網絡電台謎米香港協辦，由環球爐業工程冠名贊助，於2016年5月18日播出。
- 2018年：由Cookeys(食譜字典)作為網上指定媒體，及安排在ViuTV播出，於2018年11月24日晚上8:30-9:30播出，由林曉峰及瑪姬擔任主持。
- 2021年：於無綫電視翡翠台及OTT平台MyTV Super，於12月25日14:30-15:30播出，與GoodShow、KOC JAPAN以及KOC KOREA協辦，由戎春品鑒白酒冠名贊助。由范振鋒、陸浩明、陳語緹擔任主持。此次通過與KOC JAPAN株式会社的合作，首次有日本的食肆獲獎。

## 外部連結
- KOC飲食天王 （页面存档备份，存于）
- 飲食天王Facebook （页面存档备份，存于）
- 2006年度飲食天王頒獎典禮
- 2008年度飲食天王頒獎典禮
- 2010年度飲食天王頒獎典禮 （页面存档备份，存于）